# Sand Canyon Wash
Sand Canyon Wash es un arroyo afluente del San Diego Creek de aproximadamente 6,9 millas (11,1 km) de largo (hasta su fuente más larga) en el condado de Orange, en el sur de California. Fue catalogizado con ese nombre el 31 de diciembre de 1981.

## Curso
Sus cabeceras salen en el norte de los cerros de San Joaquín como dos arroyos, el Shady Canyon Creek y el Bommer Canyon Creek. Luego fluyen por el noroeste hacia el embalse de Sand Canyon, formado por una presa a través de Strawberry Valley al este de la comunidad de Turtle Rock cerca de Irvine. El  fondo del riachuelo seco continúa po el noroeste desde el embalse, girando hacia el oeste, donde entra en la ciudad de Irvine fluyenda a lo largo del límite noreste del parque regional William R. Mason.
Luego, el arroyo gira hacia el oeste para desembocar en el San Diego Creek en su sección de San Joaquin Marsh, aproximadamente a 2 millas (3,2 km) por encima de donde el arroyo más grande entra en el Upper Newport Bay.